# Document Borromeo
Document Borromeo o Borromei és un text trobat sota la coberta d'un llibre de 1558 a la biblioteca de la família Borromeo de Milà, publicat al diari ABC del 21 i 22 d'agost de 1931, amb traducció de l'historiador Manuel Rubio i Borràs. És un document amb data de 1494, signat a Bergamo, on Giovanni de Borromei manifesta que en Pedro Màrtir d'Anghiera li confessà que en Colom era català de Mallorca i no pas genovès, cosa que s'ocultà per raons religioses i polítiques, i que en cap cas es tracta de la mateixa persona que el tal Cristoforo Colombo fill de Domenico Colombo, del mateix nom.
| « | Jo, Giován de Borromei,, havent tret (prohibit) manifestar la veritat secretament coneguda per mitjà del senyor Pere de Angliera, tresorer dels Reis Catòlics d'Espanya, i com he així mateix igualment, vull tenir perpètua memòria confiant a la Història ser Colonus Cristophores de Mallorca i no de la Ligúria. La dita Pedro de Angliera va estimar que fos oculta l'astúcia utilitzada de Joan Colom, perquè, en ocasió de política i religió, l'havien aconsellat fingir Cristophorens Colom per demanar l'ajuda de les naus del Rei d'Espanya. I diré també ser Colom equivalent a Colombo, perquè havent descobert que viu a Gènova un cert Cristophore Colombo Canajosa, fill de Domenico i Susana Fontanarrosa, no s'havia de confondre amb el navegant de les Índies occidentals. En Bergamo, al desembre de 1494. | » |

L'original d'aquest document no ha aparegut mai més.